# Adelheidstraße 4 (Quedlinburg)

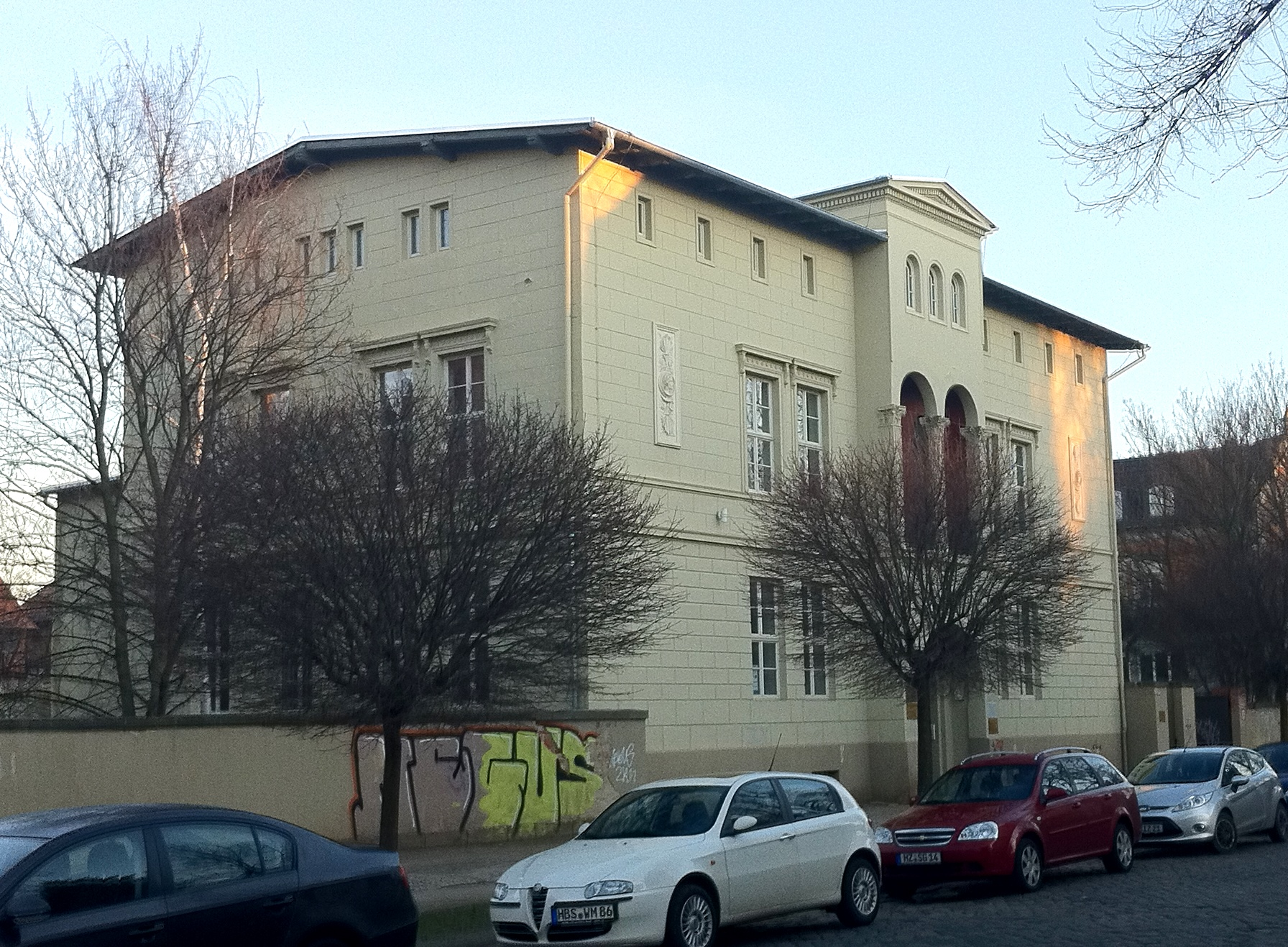
Villa Adelheidstraße 4

Das Haus Adelheidstraße 4 ist eine denkmalgeschützte Villa in der Stadt Quedlinburg in Sachsen-Anhalt.

## Architektur und Geschichte
Die Villa entstand 1866 für den Amtmann Klewitz nach Plänen des königlichen Baumeisters Hermann und ist im Quedlinburger Denkmalverzeichnis als Villa eingetragen. Die Architektur des spätklassizistischen Gebäudes wird durch einen straßenseitigen Mittelrisalit geprägt. Im Obergeschoss des Risalits gibt es eine Pfeilerloggia. Die verputzte, alle Gebäudeseiten umfassende, streng wirkende Hausfassade ist symmetrisch gestaltet, wobei sie über eine repräsentative Putzquaderung verfügt, die in den einzelnen Geschossen abweichend ausgeführt ist.
Zum denkmalgeschützten Bereich gehört auch die Einfriedung und Reste des Gartens.